# لويس تشارلز
لويس تشارلز هو منافس ألعاب قوى دومينيكاني، ولد في 21 سبتمبر 1991.

## وصلات خارجية
- لويس تشارلز على موقع الاتحاد الدولي لألعاب القوى (الإنجليزية)
- لويس تشارلز على موقع أوليمبيديا (الإنجليزية)